# یواس‌اس دنور (ال‌پی‌دی-۹)
یواس‌اس دنور (ال‌پی‌دی-۹) (به انگلیسی: USS Denver (LPD-9)) یک کشتی است که طول آن 171 meters (570 ft) overall می‌باشد. این کشتی در سال ۱۹۶۵ ساخته شد.